# Thermopsis bargusinensis
Thermopsis bargusinensis är en ärtväxtart som beskrevs av Z.V. Czefranova. Thermopsis bargusinensis ingår i släktet lupinväpplingar, och familjen ärtväxter. Inga underarter finns listade i Catalogue of Life.